# 邱錫勳
邱錫勳（1938年-）出生於高雄，成長於苗栗縣通霄鎮。台灣的漫畫家、柏油畫家。筆名為山巴，以「38」自許，而「三八」也成了他發表處女作「反共小英雄」的筆名，1960年代還成為後生小輩逕相模仿的畫風，也收了杜福安、江文生等漫畫新人為徒。當時漫畫出版社的新人創作也請他幫忙構思。他的故事儘管都已無厘頭的形式進行，但在窮困的1960年代，卻是人們紓解情緒的開心果。

## 簡歷
- 1958年漫畫大王創刊，以「山巴」筆名在該刊上發表「反共小英雄」，其漫畫人物歪七扭八的怪模怪樣造型，讓讀者噴飯，滑稽突梯的演技叫人拍案叫絕。
- 1960年代，邱錫勳以怪異的「三八體」畫風大行其道，畫了「三八小姐」、「三八情報員」等不少「三八式」的作品，「三八小姐」還轟動到驚動電影公司，將之拍成台語片上映。當時他的作品之幽默感和諧趣的劇情頗得人緣。
- 1968年後，漫畫得送審始得發行，他畫了一隻會講話的狗，被審查人員百般刁難，使他憤而撕掉畫稿，不再畫漫畫。隨後嘗試以瀝青作畫，竟畫出全球獨一無二的柏油畫。這個創舉讓他名揚國際，獲教宗、各國總統接見，並獲各國邀展。
- 2020年起，新北市九份的「山巴咖啡」長期展出邱錫勳的柏油作品，持續推廣他那份對於漫畫、藝術方面的熱情，以及九份早期的礦工時代的鄉土情懷。

## 作品一覽
- 《反共小英雄》
- 《三八小姐》
- 《三八情報員》
- 《吳石玩先生》